# KGVA
Koordinaten: 48° 11′ 18″ N, 108° 42′ 36″ W
KGVA 88.1 FM ist ein US-amerikanischer Radiosender in Montana und wird vom Fort Belknap College betrieben. Der Sender mit einer Leistung von 95 kW ERP befindet sich in der Siedlung Fort Belknap Agency und bedient die Fort Belknap Indian Reservation. Die Antenne befindet sich auf einem 195 Meter hohen Mast und kann damit das gesamte Reservat abdecken. Der Sender wurde 1996 errichtet, um die Kommunikation in dem abgelegenen Gebiet zu verbessern und Sendungen des National Public Radio zu verbreiten. Eine weitere wichtige Funktion erfüllt der Sender als Warndienst bei Waldbränden und Unwettern. Der Sender spielt ein Programm bestehend aus klassischem Rock, Native Musik, lokalen Nachrichten und Informationen und Programmen des National Public Radio. Nach eigenen Angaben erreicht der Sender 25.000 Hörer. Das Motto der Station lautet „The Voice of the Nakoda and White Clay Nations“. 
KGVA ist das amtliche Rufzeichen, buchstabenweise gesprochen, ausgegeben von der amerikanischen Fernmeldebehörde Federal Communications Commission (FCC). Die Bedeutung des Rufzeichens ist Gros-Ventre and Assinibione tribes.